# Готель «Україна» (Москва)
Готель «Україна» мережі Radisson Hotels — хмарочос (одна зі сталінських висоток), готель у центрі столиці Росії, Москви, за адресою проспект Кутузовський, 2/1.

## Історія
Готель спроєктовано під особистим патронатом Сталіна архітекторами Аркадієм Мордвиновим та В'ячеславом Олтаржевським. Став другим за висотою хмародряпом серед «семи сестер» (маючи 198 м заввишки і 34 поверхи). Це був найвищий готель у світі з моменту його будівництва до введення в експлуатацію Westin Peachtree Plaza Hotel Атланта, Джорджія, США у 1976 році.
За правління Сталіна готель мав проєктну назву «Готельна будівля в Дорогомілово». За часів правління Микити Хрущова готель отримав назву «Україна».
Готель було відкрито 25 травня 1957. У 2007 році було закрито для повного оновлення та реставрації. 28 квітня 2010 року, після завершення масштабної реконструкції, запрацював під новою назвою «Radisson Royal Hotel, Moscow» зі збереженням історичної назви «Україна». З січня 2019 року готель приєднаний до бренду Radisson Collection.

## Опис
Висота готелю становить 198 м, має 34 поверхів. Таким чином готель наразі є другою найвищою будівлею із сталінських висоток, найвищим готелем Європи і 52-м найвищим готелем у світі. Кількість спальних місць у готелі — 1627.

## Галерея

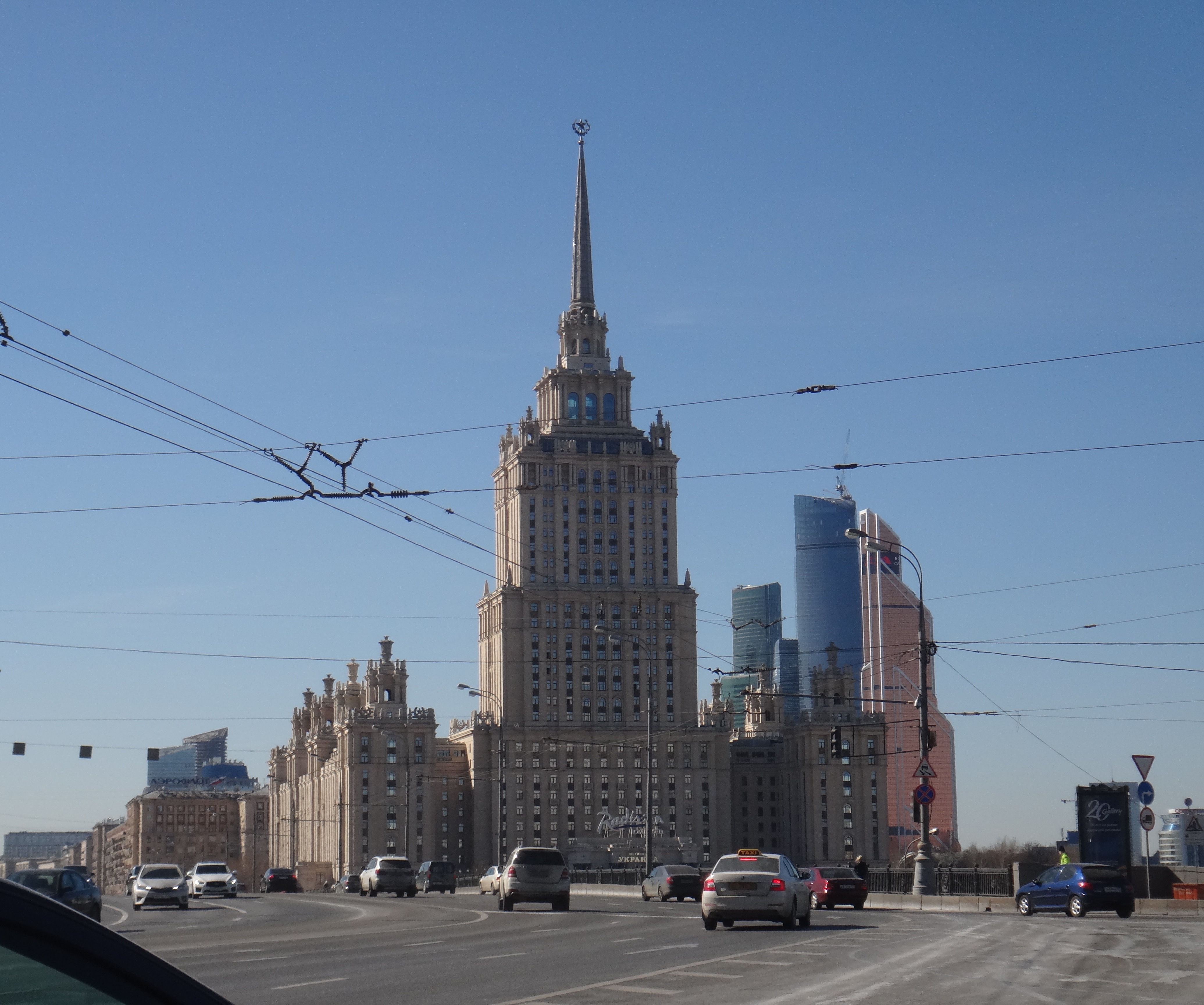
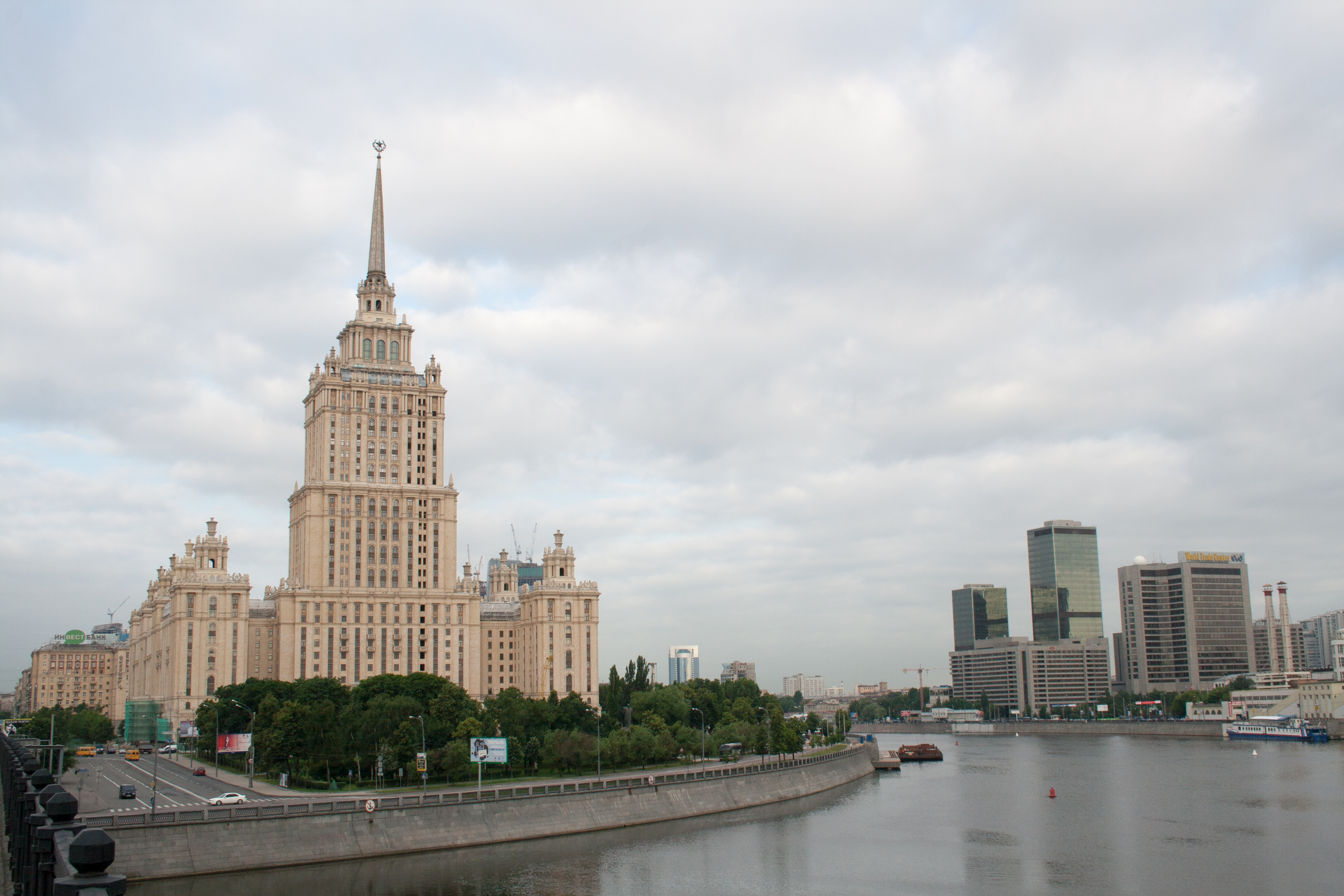
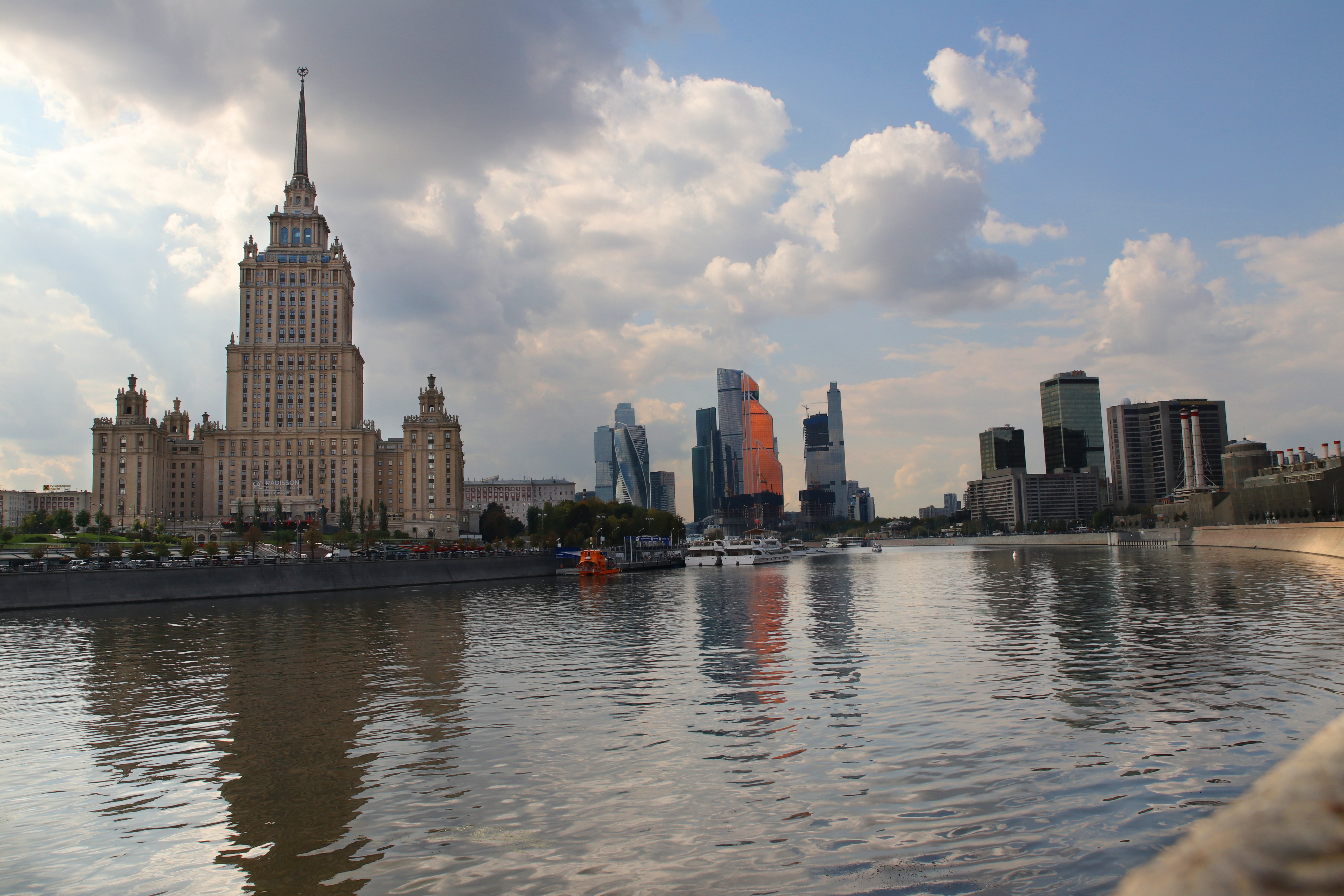
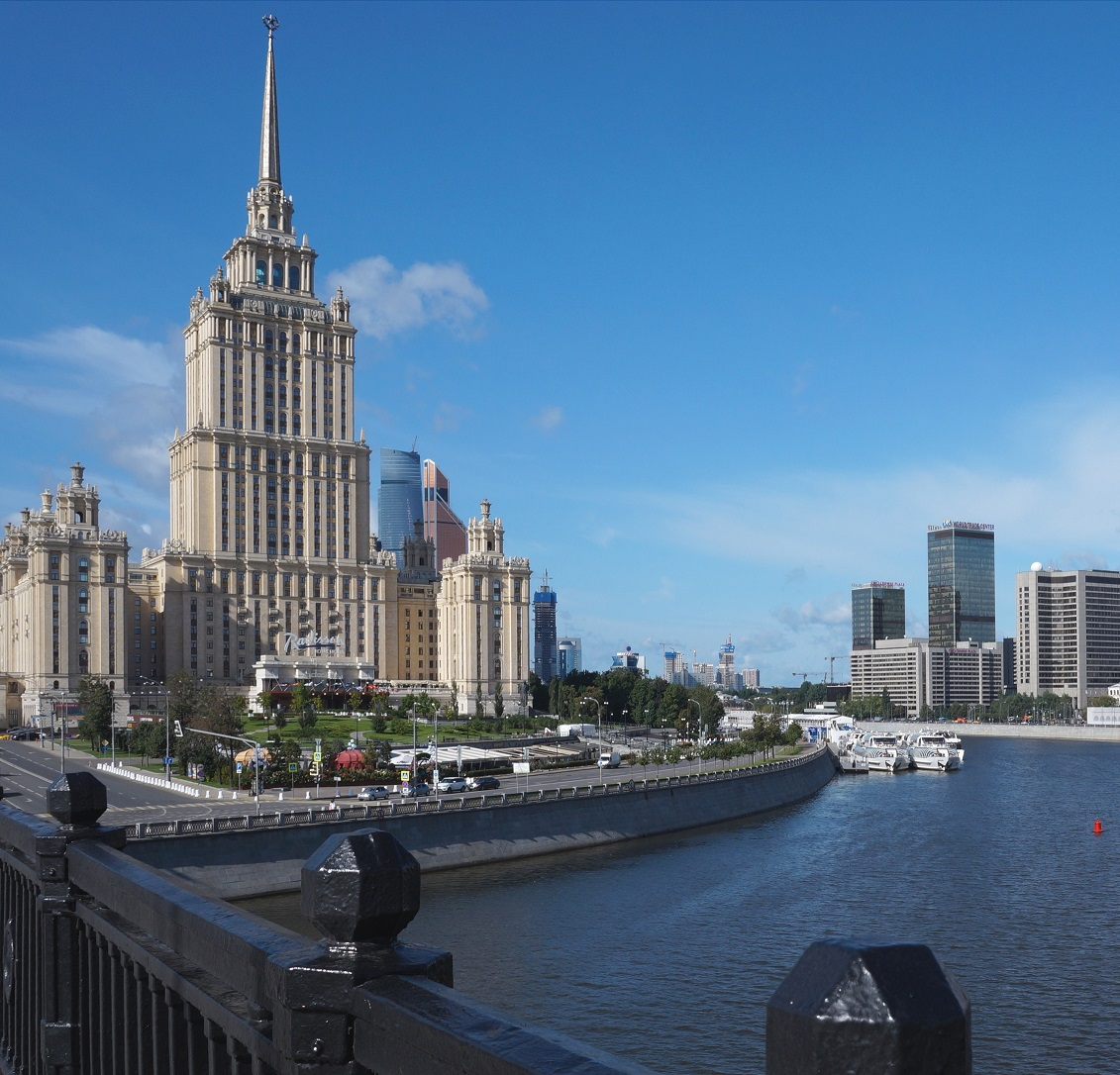

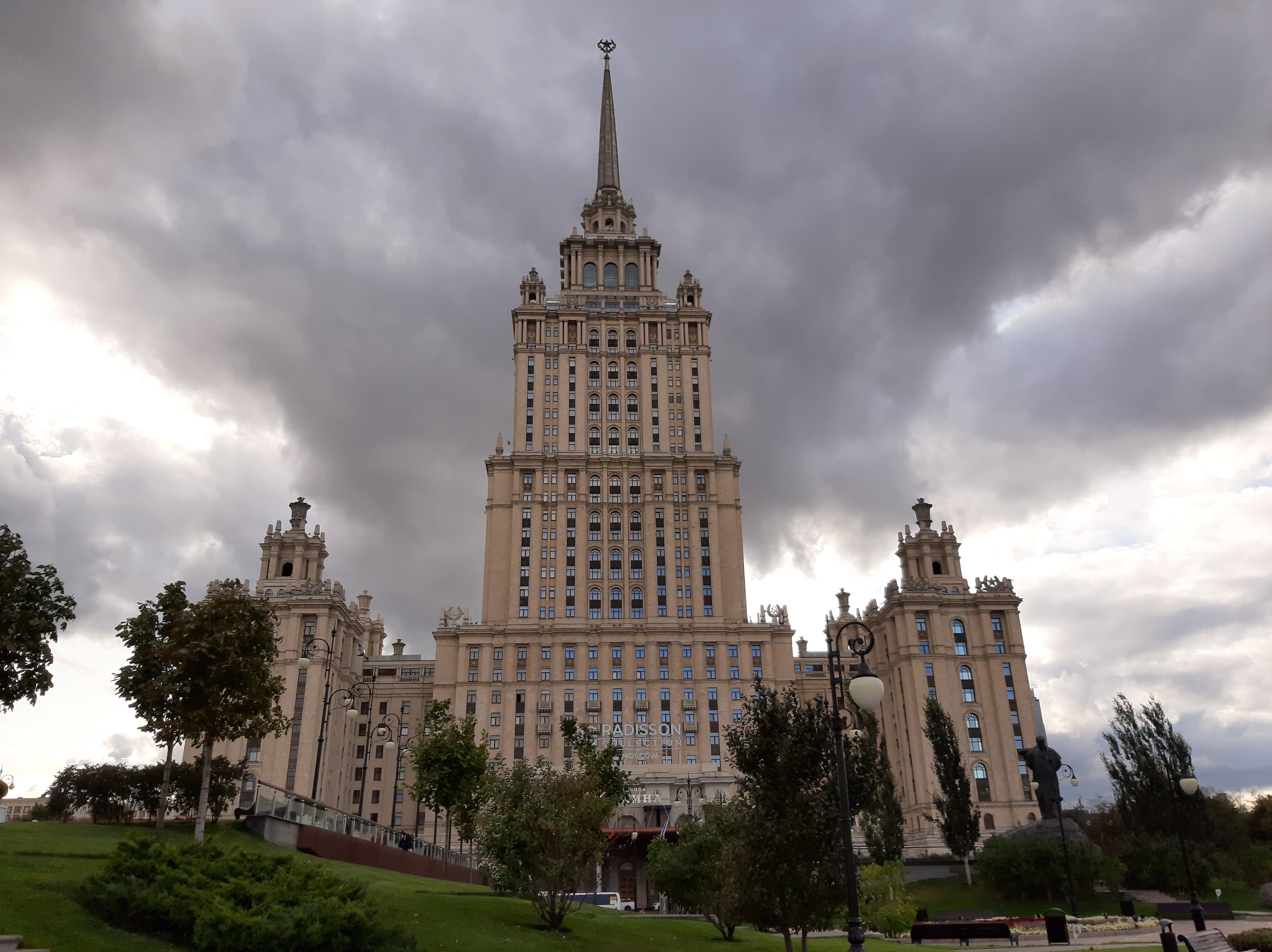
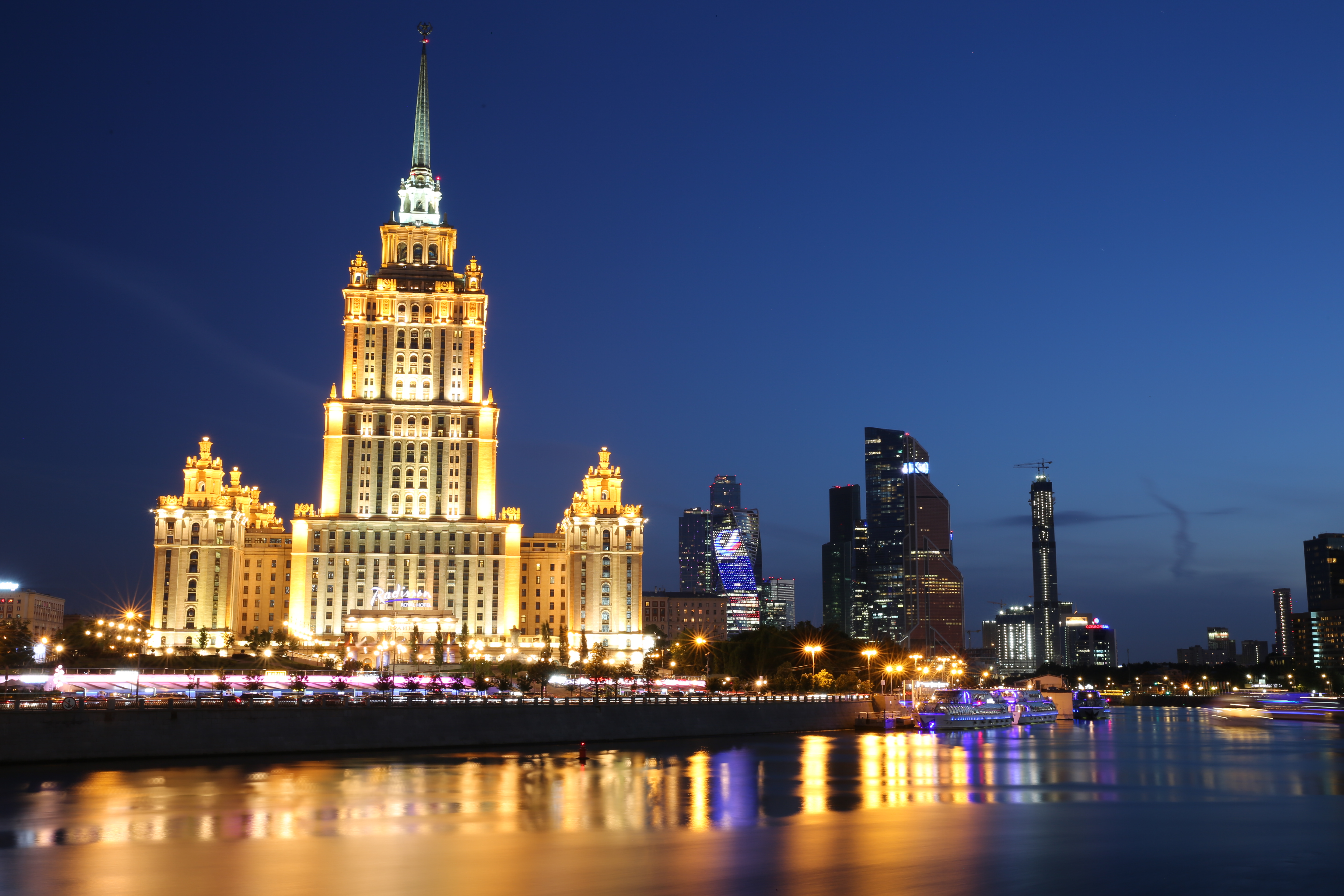
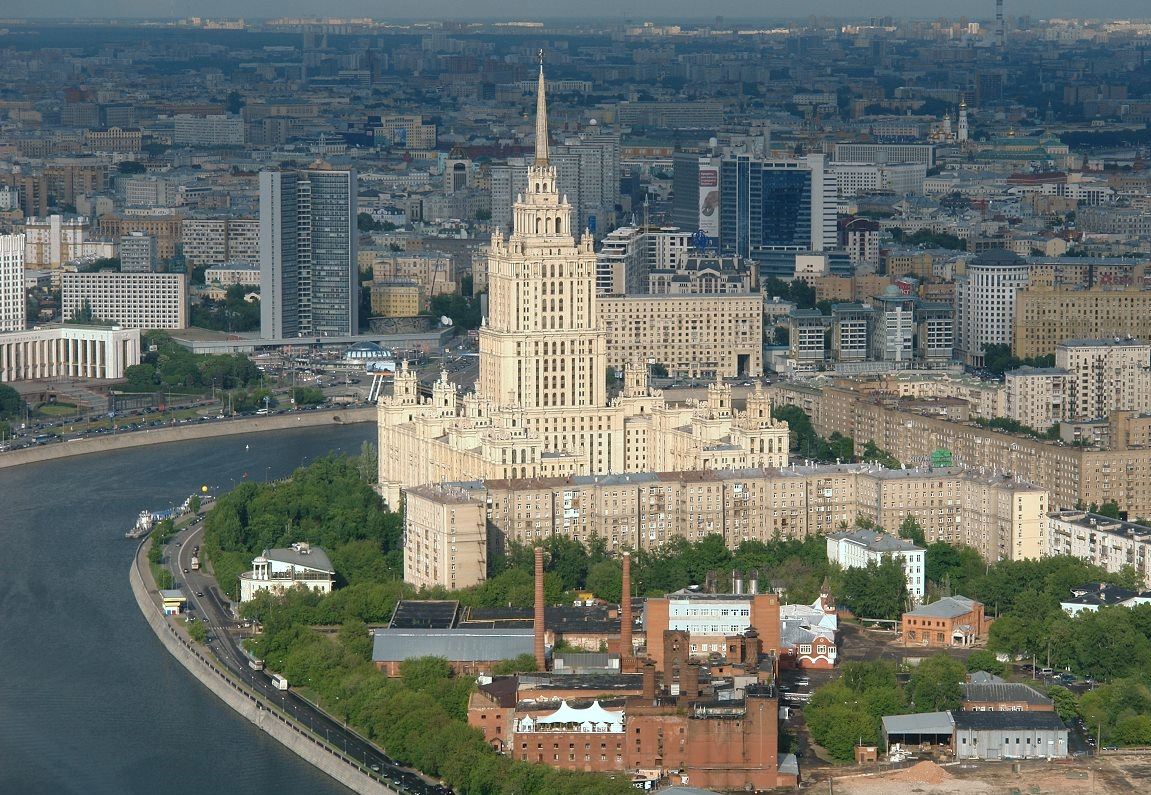